# Rivesaltes (gemeente)
Rivesaltes (Catalaans: Ribesaltes) is een gemeente in het Franse departement Pyrénées-Orientales (regio Occitanie). De plaats maakt deel uit van het arrondissement Perpignan en is de hoofdplaats van het kanton La Vallée de l'Agly. Rivesaltes telde op 1 januari 2022 9.151 inwoners.
Rivesaltes is bekend door zijn wijn, de muscat de Rivesaltes. De gemeente is verder de geboorteplaats van de Franse maarschalk Joseph Joffre. In zijn geboortehuis is een museum ingericht (Musée du Maréchal Joffre).

## Geschiedenis
De plaats werd voor het eerst vermeld in 923 toen haar twee kerken werden geschonken aan de Abdij van Lagrasse (Aude). Gedurende het hele ancien régime hing Rivesaltes af van deze abdij. De plaats had wel een gemeenteraad met 35 raadsleden en een burgemeester (batlle). In 1172 kreeg Rivesaltes van Alfonso II van Aragón de toelating om een stadsmuur te bouwen. Rivesaltes lag op de weg van het noorden naar Perpignan en kreeg enkele malen te maken met krijgsgeweld (1463, 1639, 1793). Rond het midden van de 17e eeuw werd de oude, romaanse kerk vervangen door een grotere kerk.
In 1860 kreeg Rivesaltes een treinstation dat belangrijk was voor de overslag van wijn.
Rivesaltes kreeg in de jaren 1920 een militair trainingskamp. Dit deed vanaf 1939 dienst als interneringkamp voor 'ongewenste buitenlanders' tijdens de Retirada (Spaanse Burgeroorlog) en in de eerste jaren van de Tweede Wereldoorlog onder het Vichy-regime. Na de Duitse bezetting in 1942 werd het een Duitse kazerne. Na de Algerijnse onafhankelijkheid werden in het kamp harki's opgevangen.

## Geografie
De oppervlakte van Rivesaltes bedroeg op 1 januari 2022 28,76 vierkante kilometer; de bevolkingsdichtheid was toen 318,2 inwoners per km². De gemeente ligt in de streek Salanque. 
De onderstaande kaart toont de ligging van Rivesaltes met de belangrijkste infrastructuur en aangrenzende gemeenten.

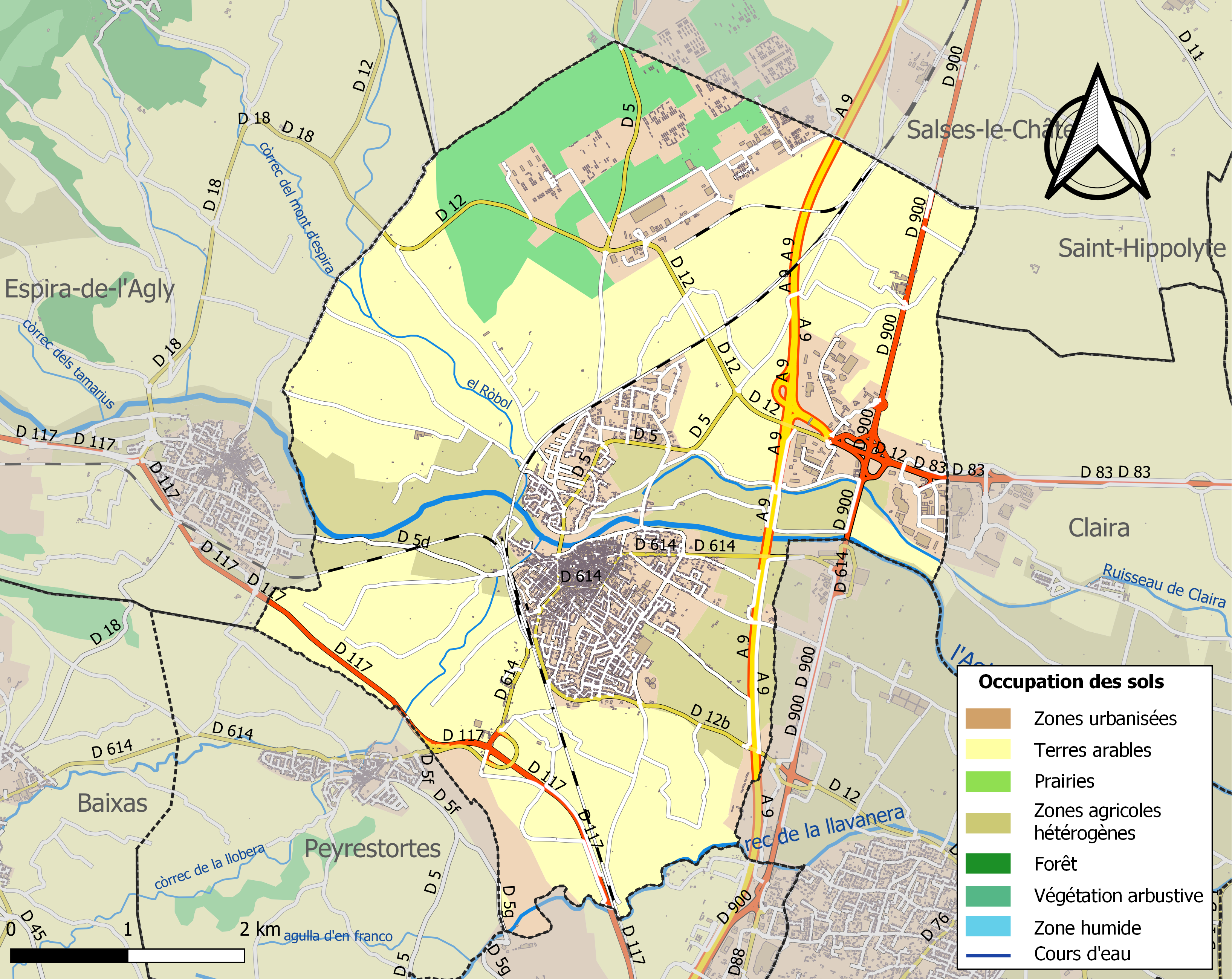

## Verkeer en vervoer
In de gemeente ligt spoorwegstation Rivesaltes.
Bij Rivesaltes ligt de Luchthaven Perpignan-Rivesaltes.

## Demografie
Onderstaande figuur toont het verloop van het inwonertal (bron: INSEE-tellingen).

## Bezienswaardigheden
- De barokke parochiekerk Saint-André uit de 17e eeuw met een klokkentoren uit de 18e eeuw.
- De romaanse kapel Saint-André.
- De kapel van de voormalige priorij Sainte-Marie de la Garrigue.
- Het ruiterstandbeeld van maarschalk Joffre.
- Het Musée du Maréchal Joffre.
- Het Mémorial du camp Joffre, een gedenkplaats voor de geïnterneerden in het militair kamp van Rivesaltes (Spanjaarden, Joden, Algerijnen e.a.).
- Het stadhuis (19e eeuw).
- De middeleeuwse stadsmuur die deels bewaard is in het noordelijk deel van de stad.

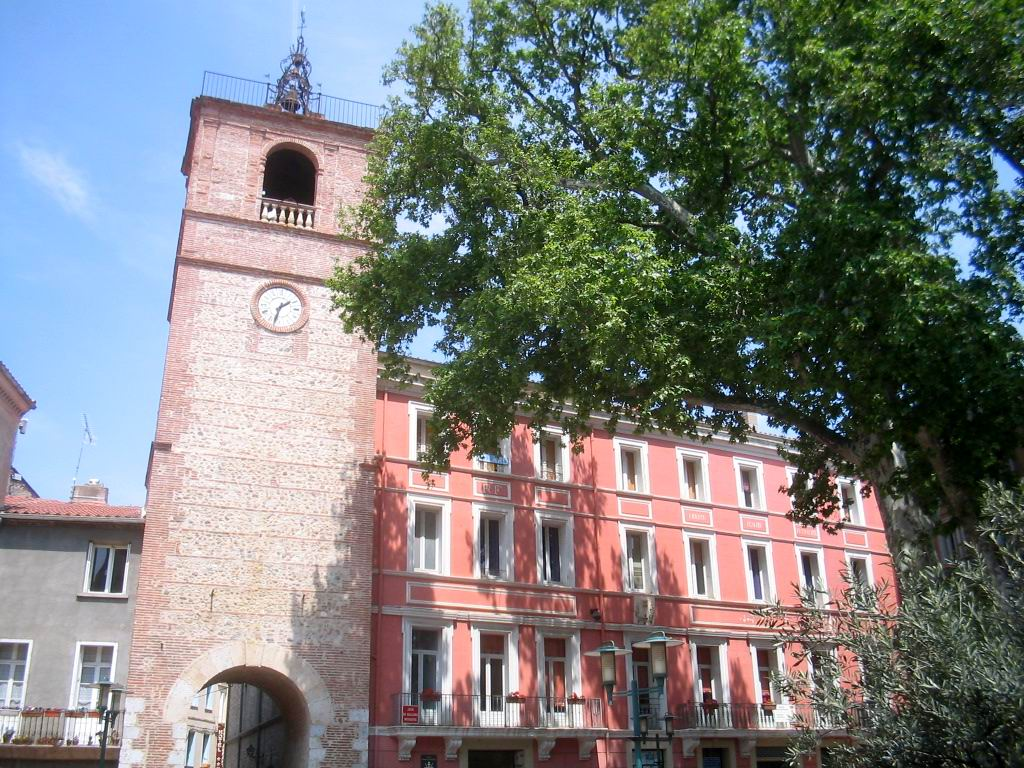
Oude stadhuis
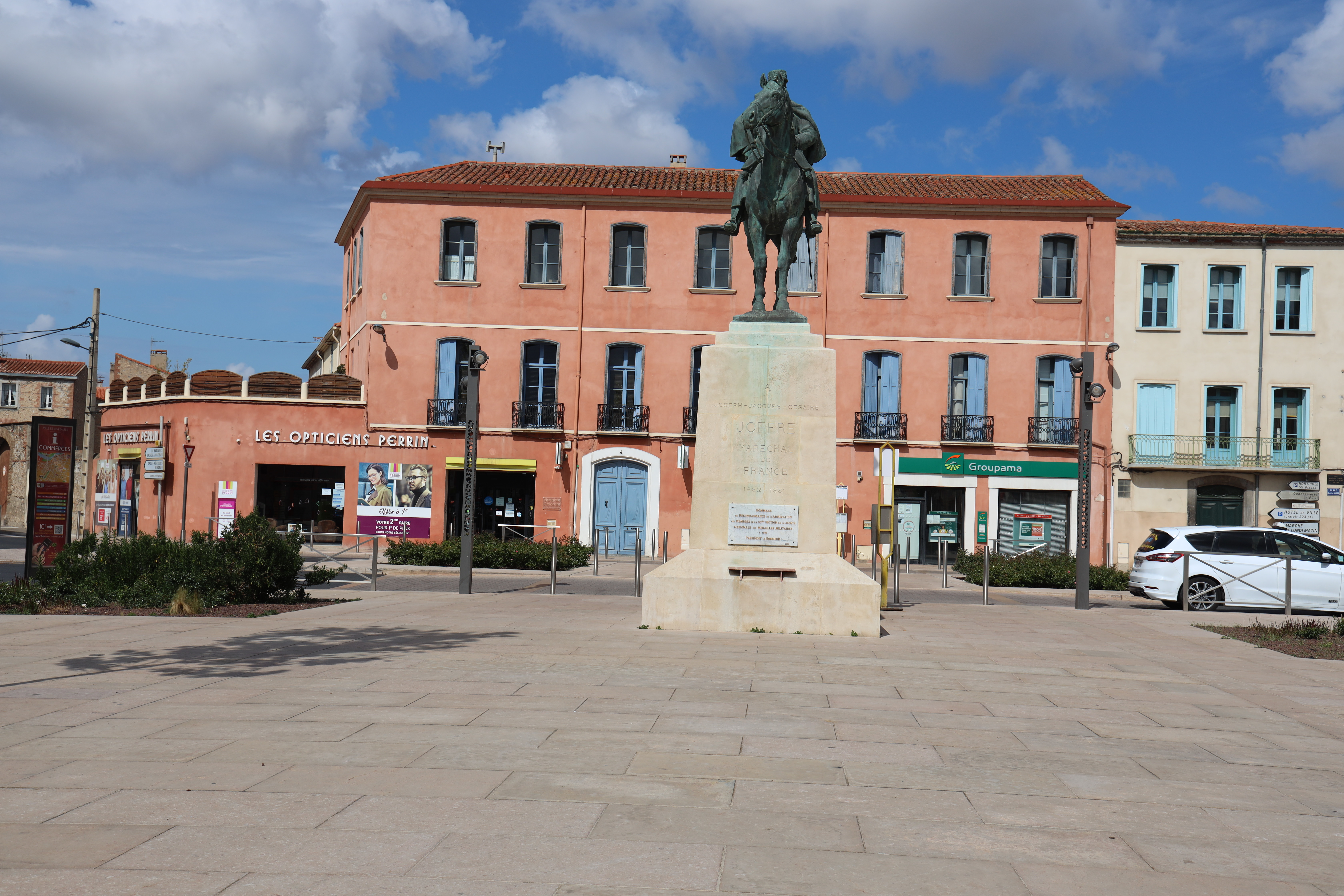
Standbeeld van maarschalk Joffre
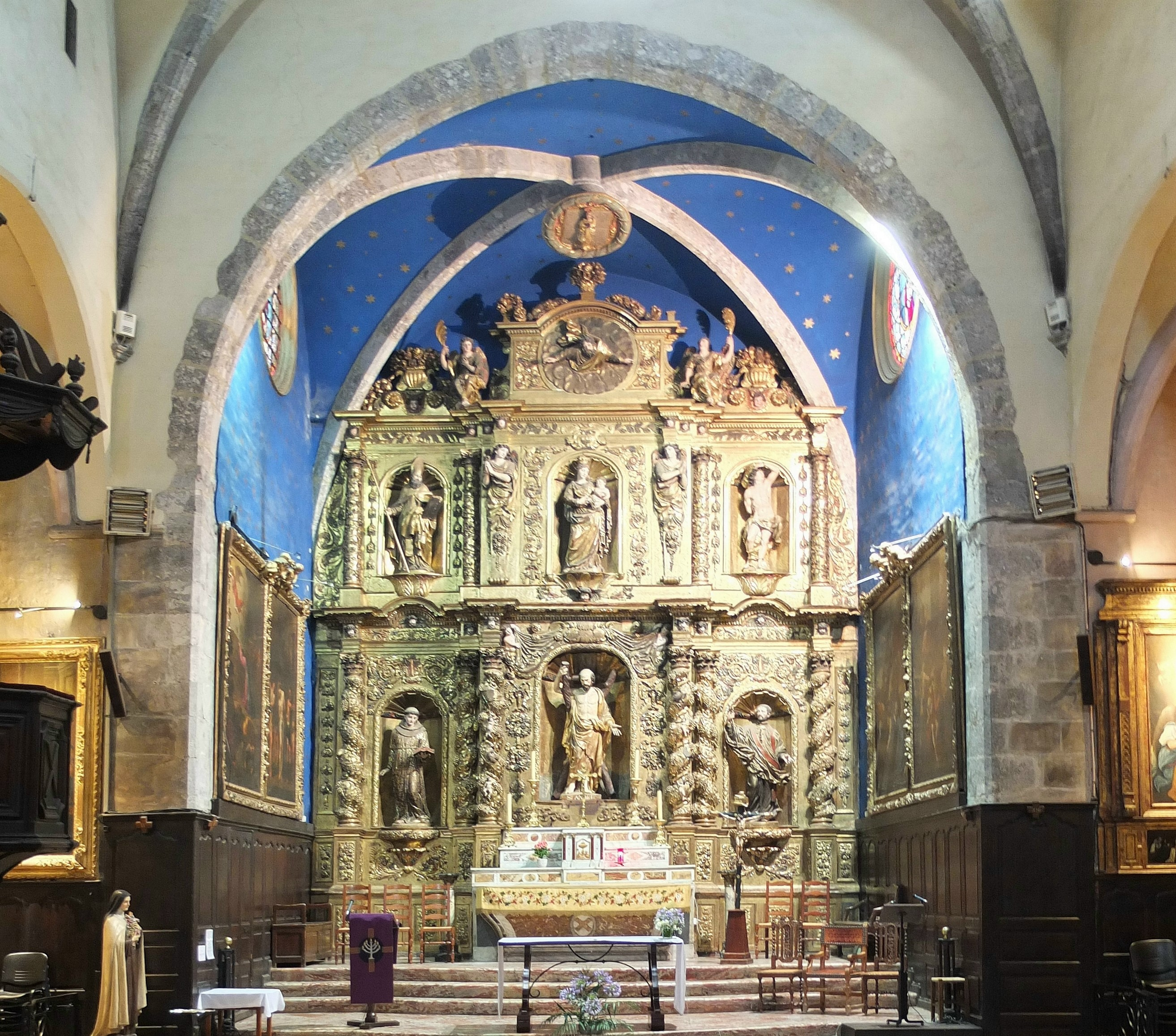
Kerk van Saint-André (interieur)
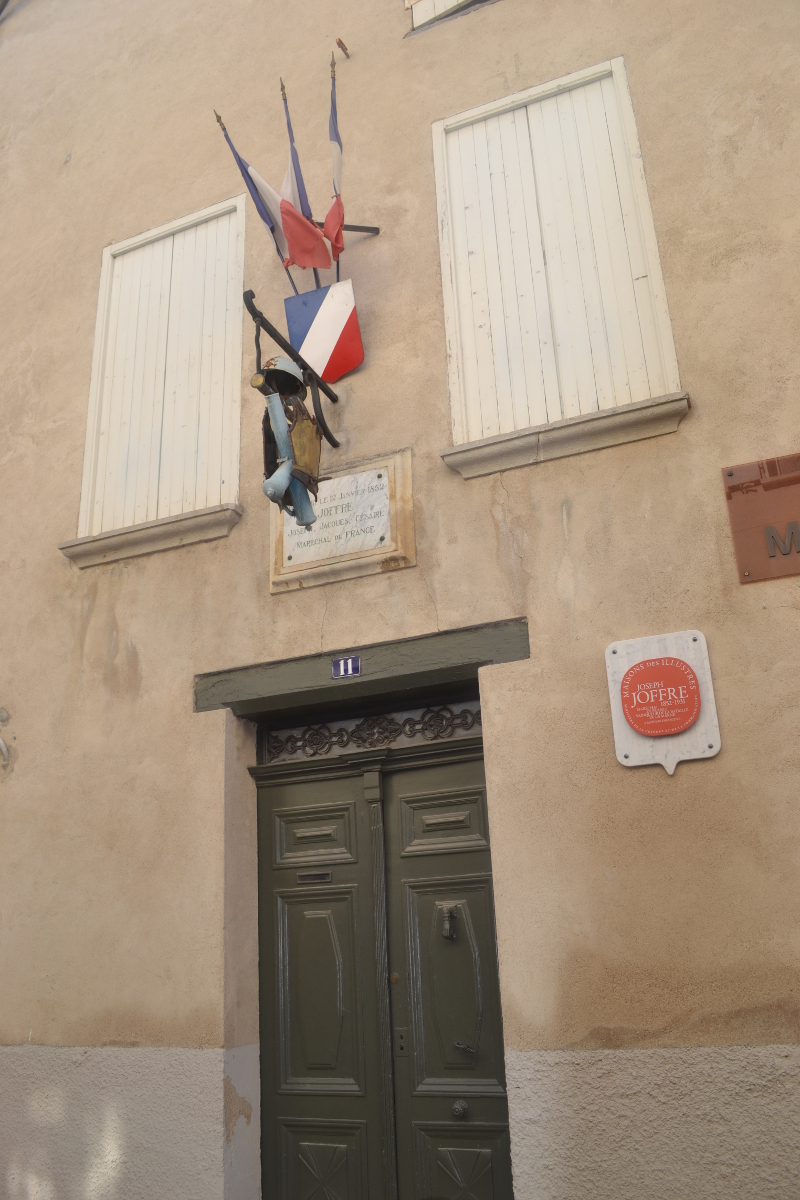
Musée du Maréchal Joffre
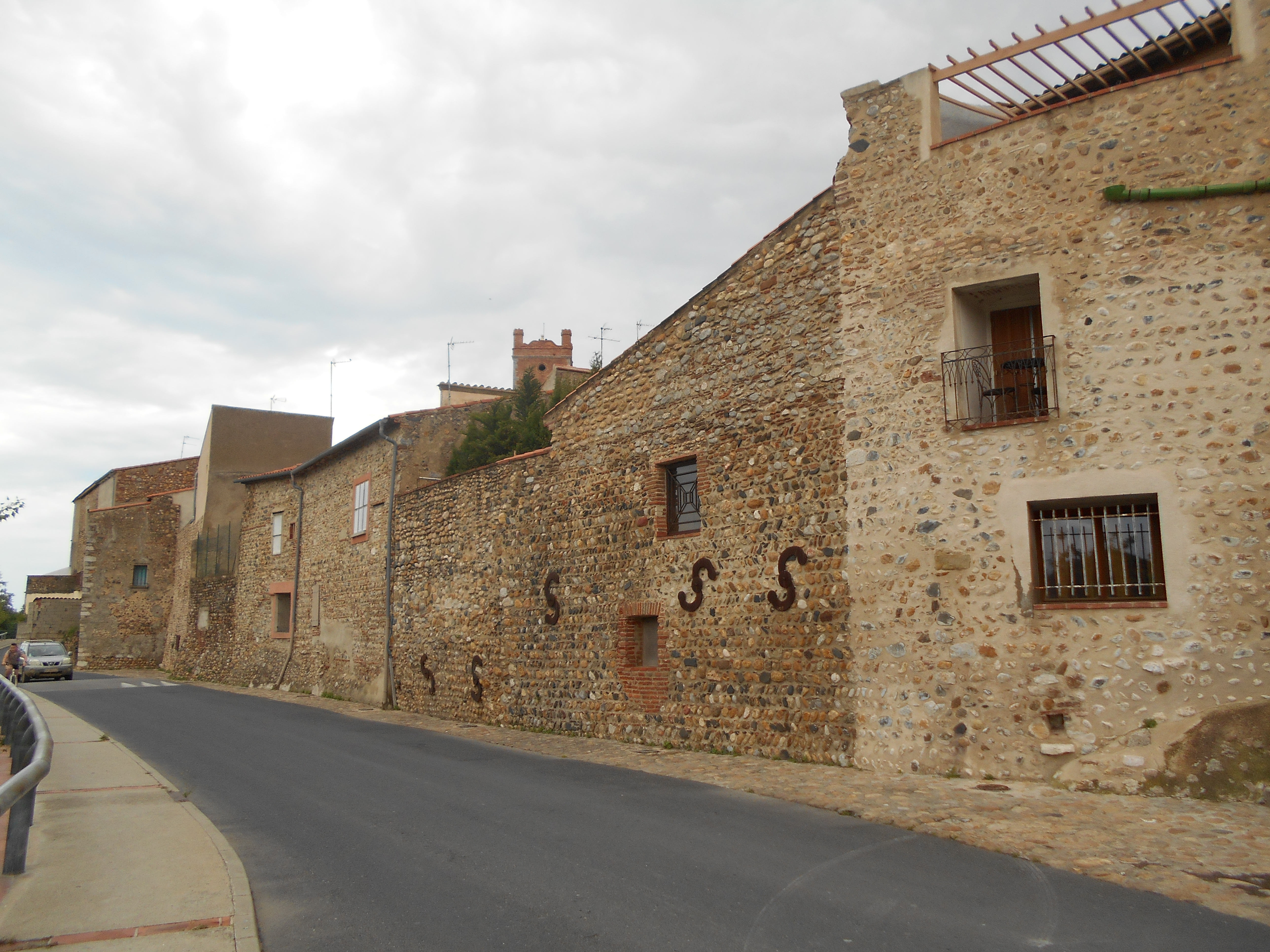
Resten van de stadsmuur
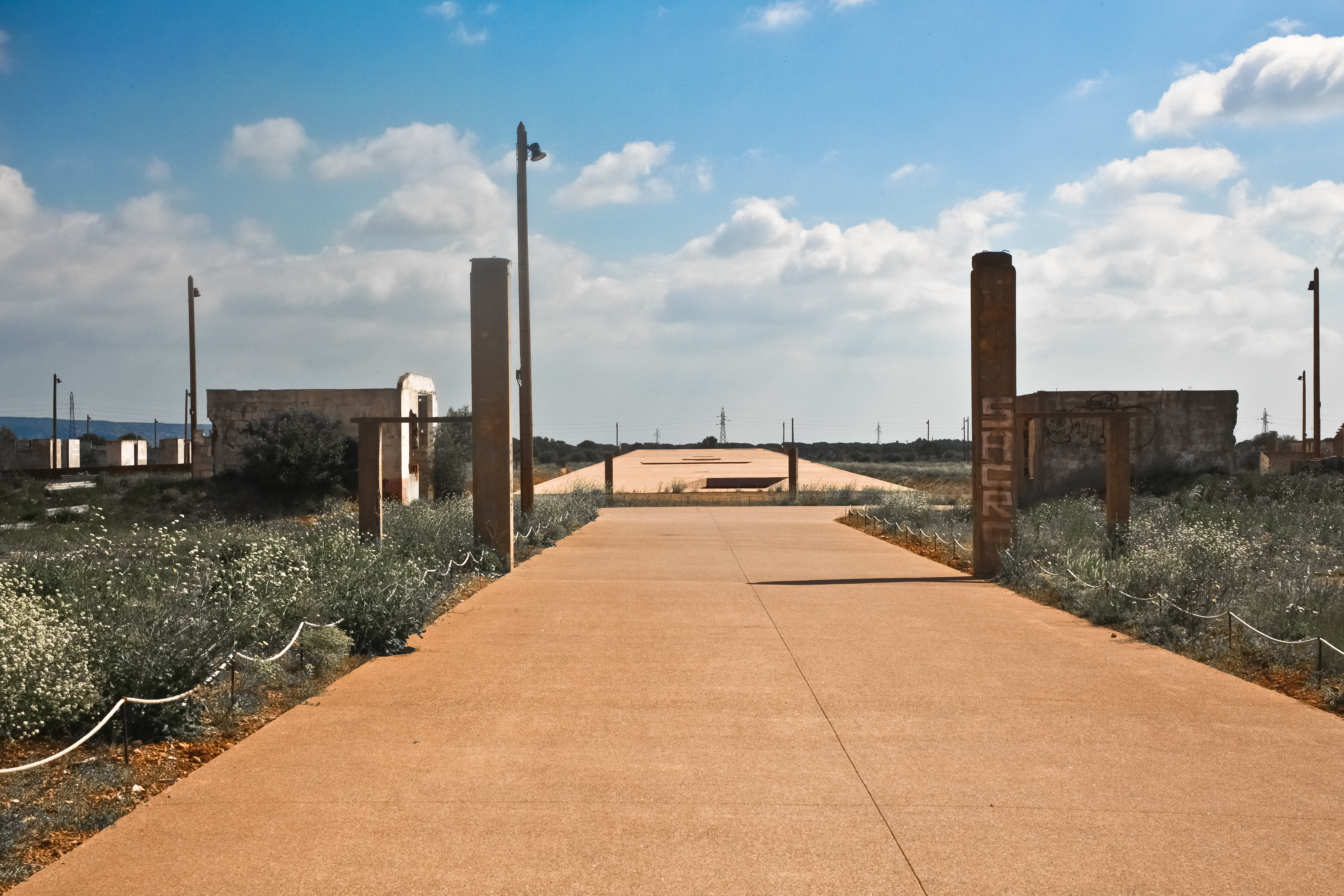
Voormalig militair kamp

## Economie
De wijnbouw is nog steeds belangrijk in de gemeente, die bekend is door haar wijn muscat de Rivesaltes. Rivesaltes was een belangrijk commercieel centrum voor de omliggende gemeenten, maar die rol is sinds de jaren 1970 overgenomen door Perpignan. Toch zijn er nog veel handelszaken in het centrum van de gemeente. In het noorden van de gemeente, bij het station, is er een industriegebied. De luchthaven van Perpignan ligt op het grondgebied van Rivesaltes.

## Geboren in Rivesaltes
- Joseph Joffre (1852-1931), militair (opperbevelhebber van het Franse leger bij het begin van de Eerste Wereldoorlog)